# Marek Niedźwiecki
Marek Wojciech Niedźwiecki (ur. 24 marca 1954 w Sieradzu) – polski dziennikarz muzyczny, najbardziej znany jako redaktor w Programie III Polskiego Radia w latach 1982–2007 i 2010–2020.

## Życiorys
Urodził się 24 marca 1954, dorastał w Szadku. Jego matka była nauczycielką historii, a ojciec – rzeźnikiem i kierownikiem masarni. Ma trójkę rodzeństwa: starszą siostrę Małgorzatę i młodszych braci-bliźniaków, Piotra i Wojciecha. We wczesnej młodości grał w szkolnej orkiestrze akordeonistów i brał udział w konkursach recytatorskich i należał do drużyny harcerskiej. Był szkolnym prymusem, brał udział w olimpiadach matematycznych, poza tym grał na akordeonie i tańczył w zespole ludowym. W 1973 ukończył II Liceum Ogólnokształcące w Zduńskiej Woli, a w 1979 – Wydział Budownictwa Politechniki Łódzkiej ze specjalnością w zakresie technologii i organizacji budownictwa. Od 1976 w okresie wakacyjnym jeździł w celach zarobkowych do Holandii, gdzie pracował w fabryce dywanów.
Tuż po rozpoczęciu studiów w 1973 rozpoczął karierę radiową jako redaktor Studenckiego Radia „Żak”, w którym działał do 1981. 1 maja 1978 rozpoczął pracę jako spiker w Radiu Łódź, później został redaktorem Programu I Polskiego Radia, dla którego współprowadził Listę przebojów Studia Gama. 5 kwietnia 1982 rozpoczął stałą pracę w Trójce. 24 kwietnia 1982 zadebiutował jako prowadzący Listę Przebojów Programu Trzeciego. Był pomysłodawcą audycji Top wszech czasów oraz serii płytowej Smooth Jazz Cafe, jak też gospodarzem audycji: Zapraszamy do Trójki, W tonacji Trójki, Markomania, Trzeci do pary, Pół perfekcyjnej płyty, Frutti di Marek i Chillout Cafe. W 1985 i 1986 współprowadził Międzynarodowy Festiwal Piosenki w Sopocie. W 1987 występował w programie Magazyn 102. Od 1988 do 1996 prowadził w TVP2 Wzrockową Listę Przebojów. W 1992, 1994 i 1999 ponownie współprowadził MFP w Sopocie, a w 1995 i 1996 współprowadził galę rozdania Fryderyków. W 1998 prowadził program Ulubione kawałki w RTL 7. W późniejszych latach prowadził Listę wszech czasów w MTV Classic, W tonacji Premium na kanale nPremium HD i W tonacji+ w Canal+, a także prowadził Festiwal w Jarocinie.
31 lipca 2007 odszedł z Trójki, a w styczniu 2008 rozpoczął pracę w Radiu Złote Przeboje, dla którego prowadził Listę przebojów Marka Niedźwieckiego oraz audycje Złote, słodsze, najsłodsze i Top wszech czasów. 1 kwietnia 2010 wrócił do pracy w Trójce, ponownie podejmując się współprowadzenia Listy przebojów Programu Trzeciego, a także audycji: Markomania, LP Trójka, W tonacji Trójki, Do południa i ABC Listy. W 2010 prowadził także Muzyczną Jedynkę w Programie I PR. 1 kwietnia 2012 z okazji 50-lecia Trójki współprowadził główne wydanie Wiadomości. Jest jednym z bohaterów „Ballady o Baronie, Niedźwiedziu i Czarnej Helenie” nagranej przez Artura Andrusa z okazji 1500. wydania Listy przebojów Programu Trzeciego. Po odejściu z Trójki w maju 2020 został jednym z założycieli i dziennikarzy internetowego Radia 357.
Okazjonalnie współpracuje z prasą jako autor artykułów w „Non Stop”, „Tylko Rock”, „Playboyu”, „Machinie” i innych czasopismach.
Jest członkiem Akademii Fonograficznej ZPAV i członkiem Akademii Muzycznej Trójki.

## Kontrowersje

### Oskarżenia o domniemaną współpracę z SB
Między 1979 a 1981 rokiem Niedźwiecki został wezwany na przesłuchanie prowadzone przez Służbę Bezpieczeństwa, podczas którego polecono mu zbierać informacje o pracownikach Radia Żak, grożąc, że dostanie zakaz pracy w radiu. Po podpisaniu protokołu przesłuchania został zarejestrowany jako kontakt operacyjny o kryptonimie „Bera”. Według Niedźwieckiego, po tym przesłuchaniu nikt więcej się z nim nie skontaktował.

### Okoliczności odejścia z Trójki w 2020
Do maja 2020 pracował w Polskim Radiu, z którego odszedł na znak protestu po oskarżeniach ze strony dyrekcji Trójki, że wyniki notowania nr 1998. Listy przebojów Programu Trzeciego z 15 maja, w którym wygrała – krytyczna wobec polityka Jarosława Kaczyńskiego – piosenka Kazika „Twój ból jest lepszy niż mój”, zostały zmanipulowane. Następnego dnia po emisji audycji ówczesny redaktor naczelny Trójki Tomasz Kowalczewski ogłosił, że redakcja unieważniła głosowanie, oświadczenie zawierało też imienne oskarżenia wobec Niedźwieckiego. Kowalczewski jednak nie podał, których piosenek to dotyczyło, nie wyjaśnił też, czy inne głosowania też zostaną zweryfikowane oraz dlaczego kontroli informatycznej i zawieszania audycji i jej strony internetowej dokonano dopiero po 15 maja. Zażądano podpisania oświadczenia od pozostałych dziennikarzy muzycznych Trójki, że wedle swej wiedzy potwierdzają wyniki powyższej kontroli informatycznej. Za odmowę podpisania takiego oświadczenia zawieszony został Bartosz Gil, prowadzący audycję „Radio Teheran”, współodpowiedzialny za liczenie głosów oddanych w Liście przebojów, który publicznie zaprzeczył wszelkim oskarżeniom kierowanym wobec Niedźwieckiego.
W czerwcu 2020 r. pełnomocnicy Marka Niedźwieckiego poinformowali o złożeniu do sądu pozwu o ochronę dóbr osobistych w którym domagał się przeprosin od Polskiego Radia (PR), byłego już wtedy dyrektora radiowej Trójki Tomasza Kowalczewskiego, prezes PR Agnieszki Kamińskiej oraz Telewizji Polskiej. Wcześniej nowy dyrektor radiowej Trójki Kuba Strzyczkowski przeprosił na antenie Niedźwieckiego i powiedział, że jego zdaniem dobra osobiste Niedźwieckiego zostały naruszone.
W 2020 roku nabył uprawnienia emerytalne.
W czerwcu 2021 r. media przekazały informacje, że Marek Niedźwiecki wycofał pozew sądowy przeciwko Polskiemu Radiu. Obie strony zawarły ugodę pozasądową i w oświadczeniach przesłanych mediom przekazały, że spór sądowy nie będzie kontynuowany, obie strony postanowiły nie podtrzymywać wzajemnych zarzutów i uważają sprawę za zakończoną. Oświadczyły także, że nie będą jej więcej komentować.

## Życie prywatne
Jest kawalerem. Zajmuje się zbieraniem albumów muzycznych, swoją kolekcję płyt ocenia na ponad 15 tys. egzemplarzy.

## Twórczość

### Publikacje
- Lista Przebojów Programu Trzeciego: 1982–1994 (Wyd. Wacław Bagiński, Wrocław 1996, ISBN 83-86237-75-9)
- Lista Przebojów Trójki 1994–2006 (Prószyński i S-ka, Warszawa 2007, ISBN 978-83-7469-498-8)
- Nie wierzę w życie pozaradiowe (Agora, Warszawa 2011, ISBN 978-83-268-0642-1)[35]
- Radiota, czyli skąd się biorą Niedźwiedzie (Wielka Litera, Warszawa 2014, ISBN 978-83-64142-67-3)
- Australijczyk (Wielka Litera, Warszawa, 4 listopada 2015, ISBN 978-83-8032-056-7)
- DyrdyMarki (premiera 2 września 2020)

### Dyskografia
Kolekcje
- Kolekcja 18 płyt: Lista Przebojów Programu III 1982–1998 (1998–2001)
- Kolekcja 18 płyt: Marek Niedźwiecki zaprasza do... Smooth Jazz Cafe 1–18 (1999–2018)
- Kolekcja 25 płyt: 25 lat Listy Przebojów Trójki 1982–2006 (2006–2007)
- Kolekcja 5 płyt: Złota Trójka 1982–2006 (2007)
- Kolekcja 13 płyt: 30 lat Listy Przebojów Trójki 2007–2011 (2012)

Albumy
- 5-ka Listy Przebojów Trójki (1987)
- Top Rock – przeboje Trójki (1990)
- Moja lista marzeń (1992)
- Chillout Cafe (2004)
- Piosenki z dzwoneczkami poleca Marek Niedźwiecki (2007)
- Marek Niedźwiecki przedstawia – The Best of Smooth Jazz Cafe (2008)
- Marek Niedźwiecki prezentuje – Smooth Festival „Złote Przeboje” Bydgoszcz 2009 (2009)
- Perły z Listy Przebojów Programu Trzeciego (2012)
- Moja lista marzeń 2 (2012)
- Z archiwum polskiego Big Beatu (2012)
- Muzyka ciszy (2013)
- Muzyka ciszy 2 (2014)
- Muzyka ciszy 3 (2015)
- Muzyka ciszy 4 (2016)
- Radio California (2016)
- Muzyka ciszy 5 (2017)
- Marek i Marek Niedźwiecki Sierocki (z Markiem Sierockim, 2018)[36]
- Muzyka ciszy 6 (2019)[37]
- Zimowy sen Niedźwiedzia (12.2023)[38].

### Filmografia
- Historia polskiego rocka (2008, film dokumentalny)
- Beats of Freedom – Zew wolności (2009, film dokumentalny)
- Listy do M. (2011, obsada aktorska)
- Ostatnia rodzina (2016, głos)[39]

## Odznaczenia i wyróżnienia
- Krzyż Oficerski Orderu Odrodzenia Polski (2011)[40]
- Krzyż Kawalerski Orderu Odrodzenia Polski (2005)[41]
- Złoty Krzyż Zasługi (2000)[42]
- Brązowy Medal „Za zasługi dla obronności kraju” (2012)[43]
- Złoty Mikrofon[11] (1993)
- Doroczna Nagroda Ministra Kultury i Dziedzictwa Narodowego w dziedzinie upowszechniania i animacji kultury (2012)[44]
- Złoty artKciuk 2015, przyznany na Interdyscyplinarnym Festiwalu Sztuk Miasto Gwiazd w Żyrardowie[45]